# Geordie (bijnaam)
Geordie is een bijnaam voor een inwoner van de Engelse stad Newcastle upon Tyne. De vroegste geschreven bron van het woord dateert uit 1823. De herkomst is onbekend.
Ook het in Newcastle gesproken dialect wordt Geordie genoemd en de streek waarin Newcastle ligt Geordieland (zie ook Regionale verschillen hieronder).
In speculaties over de herkomst wordt het woord Geordie wel uitgelegd als:
- Een verwijzing naar George II. Newcastle heeft namelijk door de eeuwen heen bekendgestaan als een koningsgezinde stad.
- Een verwijzing naar de krankzinnigheid van George III. Een Geordie is in dat geval een 'gek'.
- Een verwijzing naar een door George Stephenson uitgevonden mijnwerkerslamp die vooral in Newcastle populair was.

## Regionale verschillen
Volgens veel Britten zijn alle inwoners van Noordoost-Engeland Geordies. Zelf hechten de inwoners van die streek waarde aan de volgende onderverdeling:
Newcastle - Geordies
Sunderland - Mackems
Middlesbrough - Smoggies
Hartlepool - Monkey hangers

## Geordie-dialect
Het Geordie-dialect kent verschillende uitspraakvarianten van de medeklinkers t, p en k. Naast de stemloze en glottale uitspraak kunnen deze klanken op een manier worden uitgesproken waarbij de stemloze en glottale variant met elkaar worden gecombineerd. Deze glottale versterking kan tussen klinkers plaatsvinden. De glottale variant wordt daarentegen vaak voor een [l] gebruikt.
Het dialect is, net als de meeste andere Engelse dialecten, niet rhotisch. Geordie gebruikt vaak monoftongen (/eː/, /oː/, /iː/) waar het Standaardengels een tweeklank heeft; dit kenmerk deelt het ten dele met andere Noord-Engelse dialecten en het Schots-Engels. All-right wordt in Newcastle dus aal-reet (/ɑːlˈriːt/). De klank /ɜ:/ wordt dikwijls als /ɔ:/ gerealiseerd, waardoor nurse als norse wordt uitgesproken, turkey als torkey. Ook kan /uː/ in de plaats van /ʊ/ komen, zodat bijvoorbeeld book met een lange klinker wordt uitgesproken (/buːk/). In het Geordie worden geregeld svarabhaktivocalen tussen liquida en nasalen ingevoegd: film klinkt dus als fillem. Typerend is tevens een stijgende intonatie aan het eind van een zin.

## Voorbeelden
Het Geordie-dialectgebied ligt in een continuüm waartoe in het zuiden de streektaal van Yorkshire en in het noorden die van Northumberland behoren. Uitdrukkingen die hoofdzakelijk in Tyneside voorkomen, zijn bijvoorbeeld howay, of de uitgebreide versie daarvan: haddaway and shite. Dit is een uitdrukking van verbazing of ergernis en komt ongeveer overeen met ‘ga weg’. Pet als aanspreking voor beide geslachten drukt genegenheid of intimiteit uit, alsook hinny, dat echter alleen voor vrouwen wordt gebruikt. Een sigaret heet in Newcastle tab, het toilet is the netty (afgeleid van cabinet). Wanneer men vraagt hoe het met iemand gaat, zegt men nog weleens what fettle?. Evenals in Schotland betekent canny ‘slim’ of ‘mooi’; clarty (oorspronkelijk uit het Schots-Gaelisch) is daarentegen ‘vuil’ of ‘smerig’.